# Reprezentacja Australii w rugby union mężczyzn
Reprezentacja Australii w rugby union mężczyzn – zespół rugby union, biorący udział w imieniu Australii w meczach i sportowych imprezach międzynarodowych, powoływany przez selekcjonera, w którym mogą występować wyłącznie zawodnicy posiadający obywatelstwo tego kraju, mieszkający w nim, bądź kwalifikujący się ze względu na pochodzenie rodziców lub dziadków. Za jego funkcjonowanie odpowiedzialny jest Australijski Związek Rugby.

## Udział wPucharze Świata
| 1987 | -         | IV miejsce  |
| 1991 | Awans     | Mistrzostwo |
| 1995 | Awans     | Ćwierćfinał |
| 1999 | Awans     | Mistrzostwo |
| 2003 | Gospodarz | II miejsce  |
| 2007 | Awans     | Ćwierćfinał |
| 2011 | Awans     | III miejsce |
| 2015 | Awans     | II miejsce  |
| 2019 | Awans     |             |

## Stroje
Podstawowy strój reprezentacji Australii składa się ze złotej koszulki, zielonych spodenek oraz getrów. Symbolem reprezentacji znajdującym się na lewej piersi koszulek jest wizerunek wallabii. Dawniej zamiast wallabii, Australijczycy grali z herbem swojego kraju.
| Okres        | Producenci | Sponsorzy |
| ------------ | ---------- | --------- |
| 1975 – 1988  | Adidas     | Brak      |
| 1989 – 1996  | Canterbury | Brak      |
| 1997         | Reebok     | Brak      |
| 1998 – 1999  | Reebok     | Vodafone  |
| 2000 – 2003  | Canterbury | Vodafone  |
| 2004 – 2009  | Canterbury | Qantas    |
| 2010 – 2013  | KooGa      | Qantas    |
| 2013         | BLK        | Qantas    |
| 2014 – nadal | ASICS      | Qantas    |